# 陰謀の街 ワンダー
『陰謀の街 ワンダー』（いんぼうのまち ワンダー、原題：Wander）は、エイプリル・マレンが監督し、ティム・ドワロンが書いた2020年制作のアメリカ合衆国のスリラー映画。トミー・リー・ジョーンズ、アーロン・エッカート、キャサリン・ウィニック、ヘザー・グラハム、ロジャー・ドーマンが出演する。
2020年12月4日に米国で公開された。

## あらすじ
アーサー・ブレトニックは、精神的に不安定な陰謀理論家であり、とある過去の出来事にトラウマを抱える探偵である。アーサーは、ワンダーという小さな町での殺人が隠蔽された可能性を調査するために雇われた後、その殺人事件が彼の娘の死を引き起こしたのと同じ「陰謀の隠蔽」の一部である可能性があると疑うやいなや、嘘と欺瞞だらけの世界に入り込む。終始自らがはるかに大きなゲームのポーンであるかもしれないと感じながらも、虚構から事実を抜き出し事件を解決しようとするとき、ますます妄想的になるアーサーの正気は、試されることになる。

## キャスト
※括弧内は日本語吹替
- アーサー・ブレトニック - アーロン・エッカート（木下浩之）
- エルザ・ヴァイスロイ - キャサリン・ウィニック（林真里花）
- シェリー・ルスコム - ヘザー・グラハム（生天目仁美）
- ジミー・クリート - トミー・リー・ジョーンズ（菅生隆之）
- ルイス・サンティアゴ保安官 - レイモンド・クルス（坂詰貴之）
- ニック・カシディ - ブレンダン・フェア（波多野和俊）
- レイランド・アシュグレイブ - ロジャー・ドーマン（丸中康司）
- ターニャ - ニコール・スタインウェデル（葛原詩織）
- ケイレブ - イアン・マクラーレン（山下タイキ）
- 看護師 - コルビー・クレイン（國府咲月）
- 警官 - モーゼス・ムニョス（斉藤優希）

日本語版制作スタッフ　演出：工藤美樹、翻訳：藤江さお里、音響：宮澤二郎、制作：IYUNO-SDI GROUP／IYUNO STUDIOS

## 製作
2019年4月、アーロン・エッカートがこの映画に主演することが発表された。本作はエイプリル・マレンが監督および共同執筆する予定とされた 。6月にキャサリン・ウィニックがキャストに追加され、7月にはヘザー・グラハムが参加した 。8月、トミー・リー・ジョーンズ、レイモンド・クルス、ブレンダン・フェアが出演することとなった。
撮影は2019年7月にニューメキシコで始まった。

## 公開
2020年9月、Saban Filmsは本作の北米での配給権を取得した  。
2020年12月4日に公開された。

## 批評
Rotten Tomatoesは、16件のレビューに基づいて25％の承認率を映画に与え、平均評価は4.7 / 10である 。
Metacriticは、4つの評論家レビューに基づいて100点満点中54点を示し、「混合または平均レビュー」となっている。

## 参考
1. 1 2  陰謀の街　ワンダー|映画・海外ドラマのスターチャンネル［BS10］
2. ↑  Aaron Eckhart To Star In Conspiracy Thriller 'Wander'
3. ↑  'Vikings' star Katheryn Winnick joins Aaron Eckhart on conspiracy thriller 'Wander' (exclusive)
4. ↑  Heather Graham Joins Thriller 'Wander'
5. ↑  'Wander': Tommy Lee Jones Joins April Mullen's Conspiracy Thriller Alongside Aaron Eckhart, Heather Graham & Katheryn Winnick
6. ↑  Indie film 'Wander' begins filming in Carrizozo, Ruidoso
7. ↑  Wiseman (2020年9月12日). “Aaron Eckhart & Tommy Lee Jones Conspiracy Thriller 'Wander' Gets North America Deal With Saban Films”. Deadline Hollywood. 2020年9月13日閲覧。
8. ↑  Geier (2020年9月12日). “Aaron Eckhart and Tommy Lee Jones' 'Wander' Lands at Saban Films”. TheWrap. 2020年9月13日閲覧。
9. ↑  “Wander (2020)”. Rotten Tomatoes.  Fandango Media. 2020年12月11日閲覧。
10. ↑  “Wander Reviews”. Metacritic.  Red Ventures. 2020年12月12日閲覧。